# HD 117267
HD 117267，又名BD-00 2694，SAO 139359、HR 5078，是一颗恒星，视星等为6.43，位于銀經322.16，銀緯60.09，其B1900.0坐标为赤經13h 24m 6.9s，赤緯-0° 60.09′ 43″。